# فرودگاه اولان‌اوده ووستوچنی
فرودگاه اولان‌اوده ووستوچنی (به روسی: Улан-Удэ-Восточный) فرودگاهی عمومی واقع در اولان‌اوده در کشور روسیه است.